# Over den dichter Leopold
Over den dichter Leopold is een essay van A. Roland Holst over de dichter J.H. Leopold (1865-1925) dat in 1921 voor het eerst verscheen in De Gids en in 1926 voor het eerst afzonderlijk werd uitgegeven.

## Geschiedenis
Het werk van Leopold verscheen verspreid of in kleine oplage. Het werd vooral door collega-letterkundigen gelezen en Leopold had op hen ook invloed. In 1919 schreef Roland Holst dit essay dat in maart 1921 in De Gids verscheen en die al aangaf dat Leopold een weinig gekende dichter was. In 1926, een jaar na het overlijden van de dichter Leopold, nam Charles Nypels het initiatief tot deze uitgave; Roland Holst voegde een nawoord toe.

### Receptie
Al meteen op de eerste maart verscheen er een zeer lang citaat in Algemeen Handelsblad dat werd ingeleid met de kenschets dat het een "schoon getuigenis" betrof; enkele dagen later noemde Het Vaderland het een studie over Leopold en de kosmos. In februari 1927 betoogde P.N. van Eyck in Groot Nederland dat Roland Holst Leopold geheel verkeerd getekend had en diens wezen zelfs geweld had aangedaan; Van Eyck noemde het ronduit voor de Leopoldstudie "waardeloos". Tot in de jaren 1980 werd nog gerefereerd aan dit werk, onder andere bij het overlijden van Roland Holst in 1976, maar ook na de laatste herdruk uit 1980. Dat was niet altijd positief, en Roland Holst merkte in zijn nawoord al op dat mogelijk een zwakheid van zijn essay was dat het meer over de dichter Roland Holst ging.
Ook Leopold heeft zich in een brief aan Roland Holst over de tekst uitgelaten, hij gaf daarin aan zeer gelukkig te zijn met deze uitgave.

### Uitgave
De uitgave verscheen, blijkens het colofon, in een (ongenummerde) oplage van 320 exemplaren. Hiervan werden er 20 met de hand door J. Wansink gebonden in een halfleren band met goudgestempelde rug, voorzien van goud op snee aan de drie zijden; de overige werden ingenaaid waarvan er 20 niet in de handel kwamen. De in rood gedrukte initialen zijn van S.H. de Roos, net als de gebruikte letter, de Erasmus Mediæval, en het op de titelpagina in blauw gedrukte vignet is van Henri Jonas.
Van het essay verschenen verscheidene herdrukken, de laatste bij de Haagse uitgeverij BZZTôH in 1980.